# Corriente de Australia Oriental

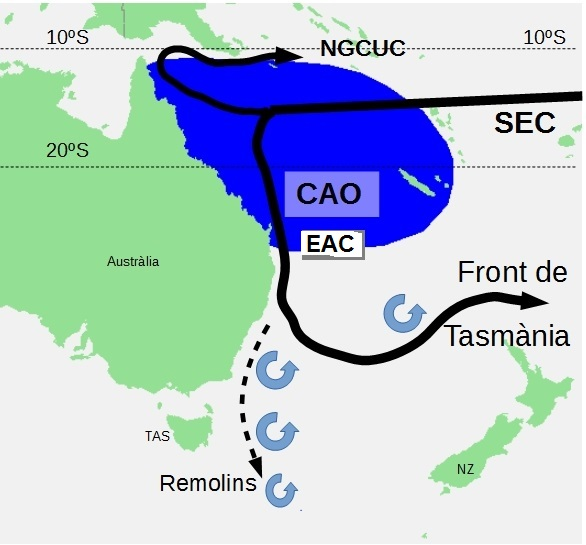
Mapa de la corriente de Australia Oriental

La corriente de Australia Oriental (CAO por sus siglas en español) es la corriente oceánica más larga en los alrededores de la costa de Australia y transporta agua tibia en sentido contrario a las agujas del reloj hacia la costa oriental de la parte continental de Australia. Proviene del mar del Coral en la costa nororiental de Australia y puede alcanzar velocidades de hasta 7 nudos en las regiones más superficiales de la plataforma continental, aunque por lo general promedia entre 2 y 3 nudos. La EAC converge en un vértice justo en el mar de Tasmania entre Australia y Nueva Zelanda. La corriente transporta fauna marina tropical de las regiones subtropicales hacia la costa sudeste de Australia.
En 2003, la película animada de Pixar Buscando a Nemo ilustró la corriente de Australia Oriental como una autopista marina en el que diversos peces y tortugas marinas viajaban en dirección de la costa oriental de Australia. La premisa fundamental de la historia es correcta, pues cada verano miles de peces son barridos desde la gran barrera de coral hasta los puertos de Sídney y más al sur.